# Арасан (оздоровительный комплекс)
«Арасан» (в переводе с казахского — тёплый источник) — оздоровительный комплекс в Алма-Ате.

## Бани Алма-Аты
До революции в Верном функционировали две городские бани. Официально они назывались: «Торговые народные бани братьев Титовых» и «Баня Жиленкова». Практически всё городское население Верного, мылось в городских банях. Однако их состояние не соответствовало санитарным нормам.
В республике проблема с банями была очень серьёзной, о чём свидетельствует изданный в апреле 1921 года был приказ № 44 Семиреченского областного Революционного комитета «Об обеспечении населения Туркестанской республики банями».
В 1926 году в городе на улице Фонтанной (ныне пр. Абая) была построена баня - №1 (ул. Фонтанная, 54), имевшая 12 отдельных номеров (два из них – с ванной) и двумя общими банными помещениями на 33 человека каждое. В 1933 году - баня №2 (ул. Октябрьская, 21). В 1935 году была построена баня на улице Гоголевской (ул. Гоголя). 
В 1950-х годах в городе функционировало 5 бань на 703 места.
После преодоления городом населения в 1 миллион человек нормы по обеспечению банями не соблюдались почти в два раза (1,6 против 3,0 места на 1000 жителей).

## Оздоровительный комплекс
Одним из требований к проекту оздоровительного комплекса стала его архитектурная уникальность. Это было обусловлено социалистическим соревнованием между Казахской ССР и Узбекской ССР. В 1974 году в Ташкенте был построен масштабный комплекс восточных бань.
Сооружён в 1979—1982 годах под руководством группы архитекторов и конструкторов (В. Т. Хван, М. К. Оспанов, В.В. Чечелев, К. Р. Тулебаев и др.) на месте бань 1935 года на улице Гоголя. В комплекс «Арасан» входят восточные, русские и финские бани, водолечебница, душевой павильон, детское отделение. Комплекс сооружён в так называемом «Золотом квадрате» города.
В 2006 году уполномоченным органом было обнаружено нарушение санитарно-гигиенических норм в целом ряде помещений оздоровительного комплекса, что привело к их закрытию по решению суда. После этого было заявлено, что здание будет отремонтировано в течение года.
В 2010 году во время произведения масштабных строительных работ в одном из отделений комплекса произошёл пожар.
Реконструкция всего комплекса была завершена в 2012 году.
В 2016 году здание оздоровительного комплекса было вновь реконструировано. В ходе восстановительных работ произведен капитальный ремонт. Восточный колорит и неповторимость здания были не тронуты в ходе реконструкции. 
Проект реконструкции разработан лучшими архитекторами мира и нацелена на функциональные качества.

## Собственник
Здание комплекса «Арасан» формально принадлежит государству (акимату г.Алматы), передано безвозмездно в доверительное управление частной компании ТОО «Комплекс Арасан». Владельцем ТОО «Комплекс Арасан» является Есенгали Байменов. 

## Архитектура
Согласно проекту, рассчитано на обслуживание 2,5 тысяч человек в день. Объём сооружения около 100 тыс. м³. Здание каркасное с кирпичными стенами, имеет 5 этажей, где размещаются технические помещения и помещения функционального назначения. Доминирующий в пространственной композиции западный корпус имеет полуциркульное очертание и увенчан ребристым куполом. Меньшие по размеру купола перекрывают банные залы. Оздоровительный комплекс построен с учётом сейсмичности Алма-Аты. В его состав входят 12 павильонов. 6 куполов выполнены из сборного железобетона. В декоративной отделке интерьера использованы ценные породы камня, дерева, керамика, гипс. При отделке фасада здания использованы гранит и мрамор.

## Статус памятника
26 января 1984 года оздоровительный комплекс был включён в Государственный список памятников истории и культуры местного значения Алма-Аты.
10 ноября 2010 года был утверждён новый Государственный список памятников истории и культуры местного значения города Алматы, одновременно с которым все предыдущие решения по этому поводу были признаны утратившими силу. В этом Постановлении был сохранён статус памятника местного значения здания оздоровительного комплекса. Границы охранных зон были утверждены в 2014 году.